# Łukasz Surma
Łukasz Surma né le 28 juin 1977 à Cracovie en Pologne, est un footballeur international polonais qui jouait au poste de milieu de terrain. Il a joué dans différents clubs polonais, et il est le joueur qui a joué le plus de match en Ekstraklasa, le championnat de Pologne. Il est désormais entraîneur.

## Biographie

### En club
Łukasz Surma évolue en Pologne, en Israël et en Autriche.
Il joue principalement en faveur du Ruch Chorzów, du Legia Varsovie, et du Lechia Gdańsk.
Il dispute un total de 559 matchs en première division polonaise, inscrivant 26 buts. Il remporte au cours de sa carrière un titre de champion de Pologne.
Au sein des compétitions continentales européennes, il dispute deux matchs lors des tours préliminaires de la Ligue des champions, 21 matchs en Coupe de l'UEFA pour deux buts, et enfin six rencontres en Coupe Intertoto pour un but.

### En sélection nationale
Łukasz Surma reçoit cinq sélections en équipe de Pologne entre 2002 et 2003.
Il joue son premier match en équipe nationale le 12 octobre 2002, contre la Lettonie. Ce match perdu 0-1 à Varsovie rentre dans le cadre des éliminatoires de l'Euro 2004. Il reçoit sa dernière sélection le 14 décembre 2003, en amical contre la Lituanie (victoire 1-3 à Attard).

## Palmarès
| Legia Varsovie - Championnat de Pologne (1) : - Champion : 2005-06. - Vice-champion : 2003-04. |  | Maccabi Haïfa - Coupe de la Ligue israélienne (1) : - Vainqueur : 2007-08. |